# Варениця Роман Михайлович

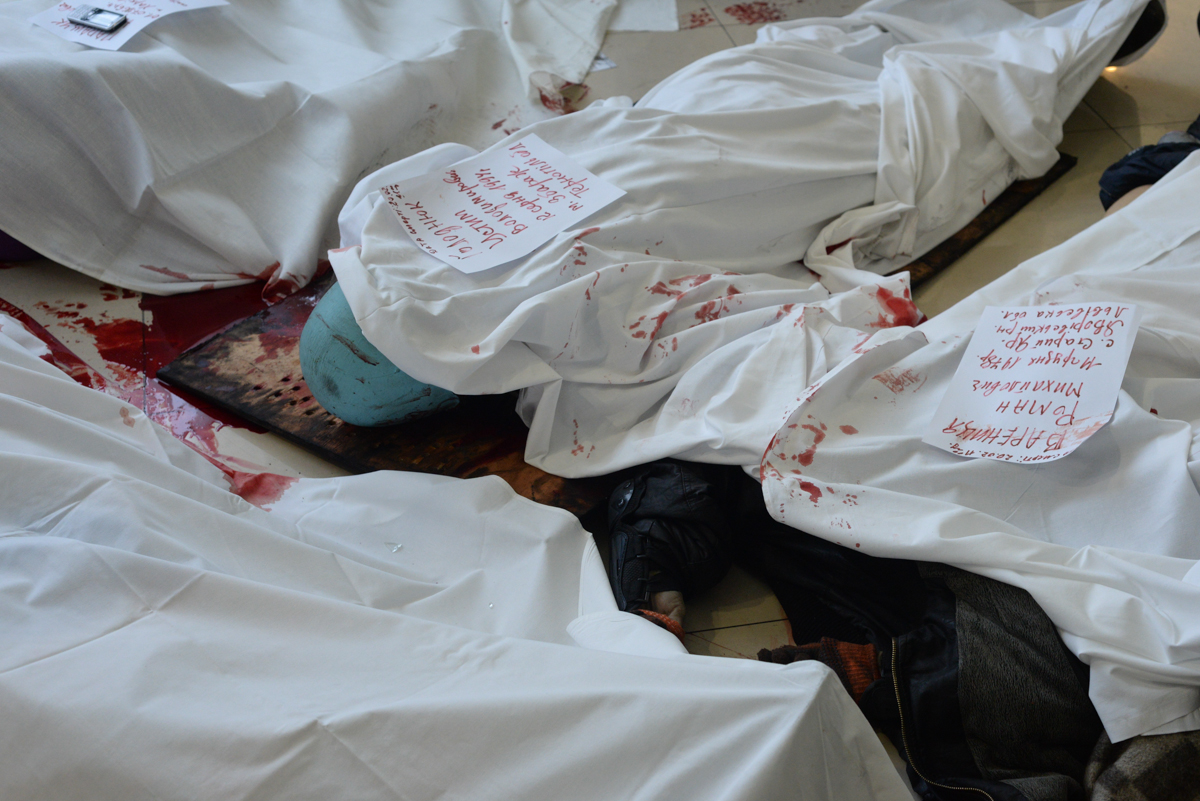
Тіла загиблих Паращука, Голоднюка і Варениці у Готелі «Україна», 20 лютого

Роман Михайлович Варениця (11 грудня 1978, с. Старий Яр, Яворівський район, Львівська область, Українська РСР — 20 лютого 2014, Київ, Україна) — активіст Євромайдану. Народився в Старому Ярі. Загинув на вул. Інститутській у центрі Києва близько 10:30 20 лютого 2014. Герой України.

## Життєпис
Роман Михайлович Варениця народився 11 грудня 1978 року в селі Старий Яр Яворівського району Львівської області. Виховувався в родині Ганни та Михайла Варениць разом із двома братами. Мати працювала вчителькою математики, а батько був інженером. Раннє дитинство Романа минуло в селі Старий Яр серед мальовничої природи в хатині біля лісу. Роман ріс добрим, допитливим, люблячим хлопчиком, любив природу і тварин. У 1984 році сім’я переїхала до міста Новояворівська Яворівського району Львівської області. Протягом 1986–1996 років Роман навчався у Новояворівській загальноосвітній школі № 1. Добре вчився, мав прекрасну пам'ять, легко та швидко засвоював новий матеріал. Роман міг легко розв’язувати складні задачі, тому не дивно, що вчився на відмінно. А ще захоплювався малюванням: відвідував Новояворівську школи мистецтв. У 1996–2002 роках навчався у Дрогобицькому педагогічному університеті імені Івана Франка на фізико-математичному факультеті. Від батька Романові передалася любов до техніки та майстрування. Разом із братами, допомагаючи батькам будувати нову хату в рідному селі, він залюбки освоював будівельні професії. Згодом, щоб заробити, працював на будівництві і ремонтував квартири в Новояворівську, Львові, Києві, Дніпропетровську та в різних містах Республіки Польща. Відразу після здобуття вищої освіти працював учителем математики в селі Смолин на Яворівщині. Через невелику вчительську зарплатню Роман регулярно підробляв. Запам’ятався як працьовитий добрий чоловік, завжди готовий прийти на допомогу.

## На Майдані

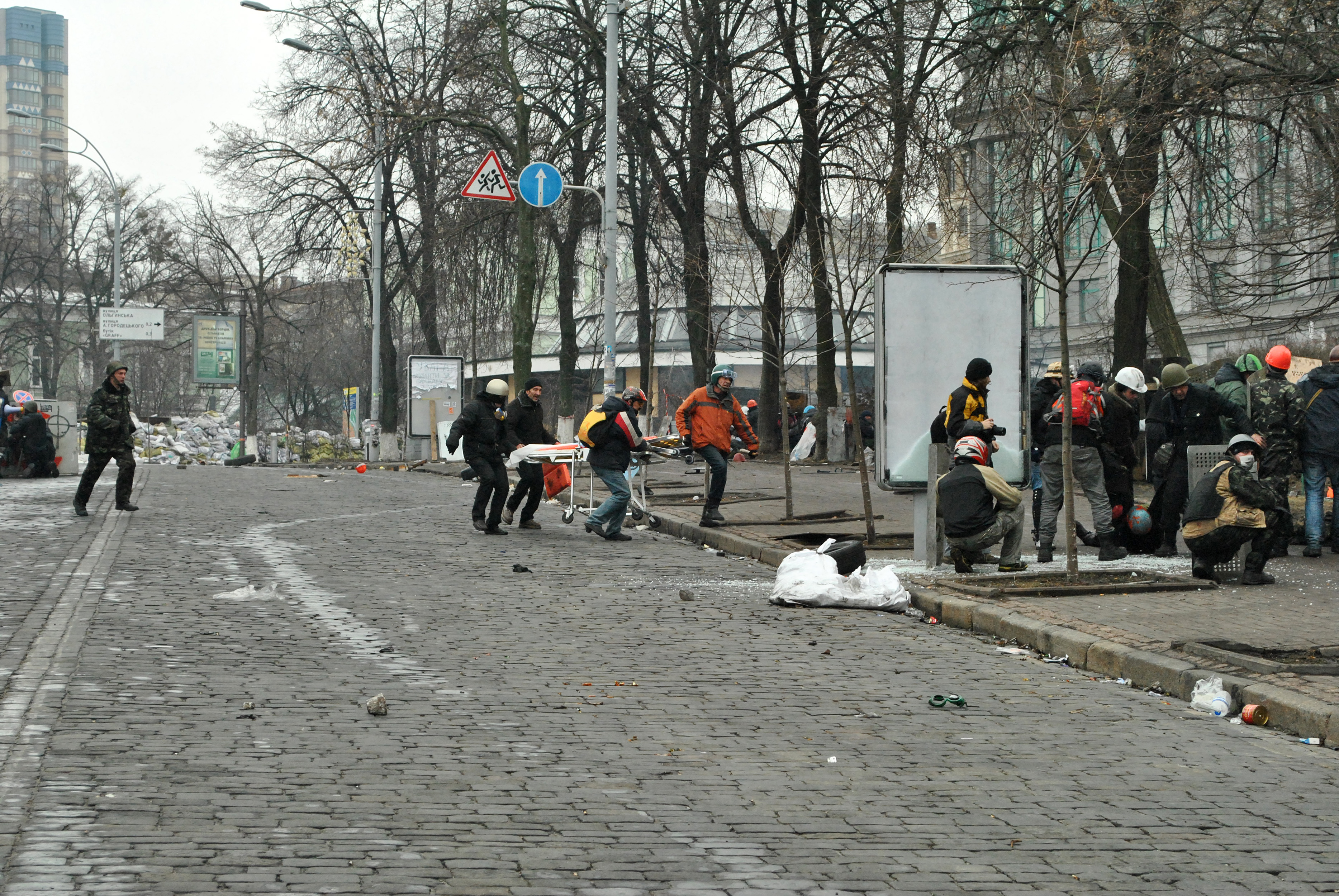
Загиблого Романа Вареницю витягують побратими вниз по Інститутській

### Революція Гідності
Із самого початку Євромайдану, Роман підтримував ідеї протестуючих. Рішення поїхати на Майдан прийняв спонтанно, довідавшись про спроби з режиму Янукович розігнати мітингарів силовими методами в лютому 2014 року. За свідченнями очевидців, Роман підсів до земляків в автобус, який вирушав до столиці, після роботи у Львові, й дуже радів, що для нього залишили ще одне місце. Батьки довідалися про рішення сина згодом, коли він їм зателефонував уже дорогою. На Майдані Роман одразу записався до 1-ї сотні Самооборони. Там він зустрів свою тітку, з якою вони разом були на барикадах. Вона носила брукiвку, а вiн – шини, щоб укріпити позиції.

### Загибель
Уранці 20 лютого Роман разом із побратимами, намагаючись відтіснити силовиків із вулиці Інститутської, рухався вгору. З оприлюднених відеоматеріалів та фотохронік відомо, що Роман допомагав пораненим. Із засобів захисту мав каску блакитного кольору. Коли силовики почали стріляти, побратим передав йому металевий щит. Проте вже за кілька секунд в Романа влучили дві кулі. Він загинув миттєво. Романа Вареницю поховано в селі Старий Яр.

## Вшанування пам'яті
7 квітня 2014 року рішенням Яворівської районної ради Львівської області Романові Варениці присвоєно звання "Почесний громадянин Яворівського району". 
8 липня 2014 року – рішенням Новояворівської міської ради – звання "Почесний громадянин міста Новояворівська" (посмертно).
21 листопада 2015 року – ім’я та портрет Романа Варениці викарбувано на тимчасовому меморіалі Героїв Небесної Сотні у Києві.
20 лютого 2015 року  – в місті Дрогобичі Львівської області на фасаді будівлі Навчально-наукового інституту фізики, математики, економіки та інноваційних технологій Дрогобицького державного педагогічного університету імені Івана Франка, в якому навчався Роман, відкрито меморіальну дошку.
23 серпня 2019 року – ім’я та портрет Романа Варениці викарбувано на тимчасовому меморіалі Героїв Небесної Сотні у Києві та на Меморіалі Героїв Небесної Сотні у Львові.
15 грудня 2017 року  – ім’я Героя України Романа Варениці отримала Староярська загальноосвітня школа І–ІІ ступенів (Староярьска гімназія) Яворівської міської ради Львівської області.
Не відома дата - імʼя та портрет Романа Варениці викарбувано на таблиці яка прикріплена зліва від головного входу до Новояворівської ЗЗСО І-ІІІ №1

### Нагороди
- Звання Герой України з удостоєнням ордена «Золота Зірка» (21 листопада 2014, посмертно) — за громадянську мужність, патріотизм, героїчне відстоювання конституційних засад демократії, прав і свобод людини, самовіддане служіння Українському народу, виявлені під час Революції гідності[7]
- Медаль «За жертовність і любов до України» (УПЦ КП, червень 2015) (посмертно)[8]